# Ermina
Ermina je žensko osebno ime.

## Izvor imena
Ime Ermina je ženska oblika moškega imena Ervin oziroma različica ženskega imena Hermina.

## Pogostost imena
Po podatkih Statističnega urada Republike Slovenije je bilo na dan 31. decembra 2007 v Sloveniji število ženskih oseb z imenom Ermina: 113.

## Osebni praznik
Osebe z imenom Ermina lahko godujejo takrat kot osebe z imenom Hermina.